# 마이클 A. 테일러
마이클 앤서니 테일러(Michael Anthony Taylor, 1991년 3월 26일 ~ )는 메이저 리그 베이스볼 미네소타 트윈스의 외야수이다. 테일러는 2009년 메이저 리그 베이스볼 드래프트에서 6번째 라운드 (전체 172위)로 워싱턴 내셔널스에 지명되었고, 2014년에 메이저리그에 데뷔하였다.

## 유년 시절
플로리다주 포트로더데일 출생으로, 군인 부모 사이에서 태어났다. 부친 앤서니 테일러는 미국 육군에서 22년 동안 병참 사관을 했다. 테일러는 4명의 누이들을 두었다. 웨스트민스터 아카데미에서 수학하는 동안 맷 덴 데커와 고등학교 동료 선수였다.

## 선수 경력

### 워싱턴 내셔널스

#### 마이너 리그 시절
테일러는 워싱턴 내셔널스가 자신들의 6번째 라운드와 함께 자신을 선발한 후 2009년 메이저 리그 베이스볼 드래프트에서 유격수로서 웨스트민스터 아카데비에서 나가는 계약이 맺어졌다. 그는 내셔널스와 프로로 향하는 데 노스플로리다 대학교로 위탁을 보류하였다. 테일러는 2009년 시즌에 자신의 마이너 리그 데뷔를 이루지 않았으나 2010년 걸프 코스트 리그 내셔널스를 위하여 다방면의 내야수로 지내 3개의 포지션 - 유격수, 2루수와 3루수를 가로질러 21개의 실책을 일으켰다. 그는 28개의 경기에 나와 하나의 홈런과 함께 .195 점을 타구하였다.
2010년 가을 교육령 리그 활약의 시작에서 테일러는 내셔널스의 마이너 리그 시스템에서 자신의 첫해에 손의 부상이 내야에서 자신의 개발을 제한시킨 후, 자신이 유격수에서 중견수로 포지션을 전향할 것이라고 말하였다. 2011년 클래스 A 헤이거스타운 선스에서 시작한 테일러는 2012년과 2013년 클래스 A 진출한 포토맥 내셔널스와 함께 지속된 방향 외야수로서 독점적으로 나타났다. 자신이 2013년 포토맥 내셔널스와 함께 133개의 경기에서 10개의 홈런과 .263 점을 타구하면서 그의 공격적 산출이 향상되기도 하여 인디오스 데 마야궤스를 위하여 활약하는 데 푸에르토리코 겨울 야구로 향하기 전에 팀의 "올해의 선수"로서 자신에게 영예를 얻었다.
2013년 시즌의 말기 후에 2013년 11월 20일 테일러는 워싱턴 내셔널스의 40명 명단으로 추가되었다. 당시 그는 MLB 파이프라인에 의하면 내셔널스의 4번째로 최고의 전망으로서 랭킹에 들었고, 베이스볼 아메리카에 의하면 7번째로 최고였다.

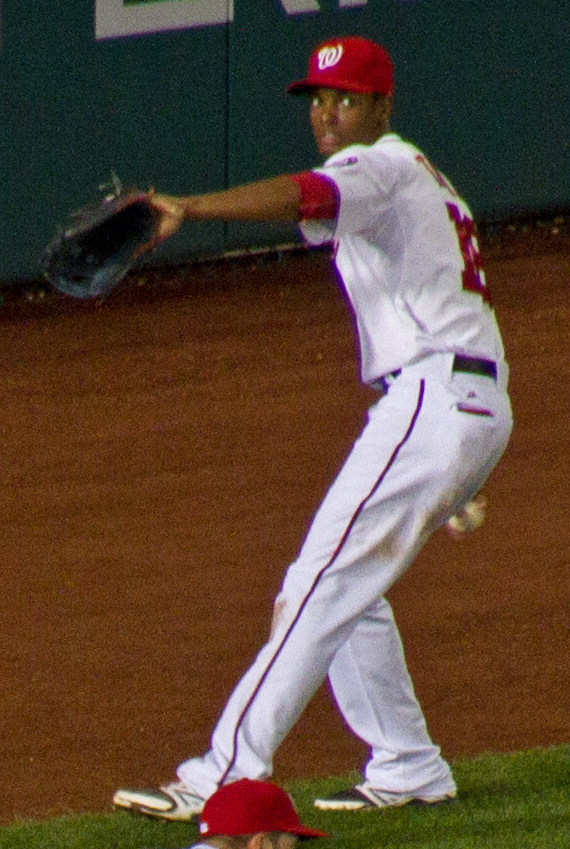
자신의 루키 시즌에서

#### 2014년
8월 10일 스티븐 수자가 15일간 장애자 명단에 놓일 때 테일러는 내셔널스에 의하여 소집되었다. 8월 12일 그는 시티필드에서 뉴욕 메츠를 상대로 자신의 메이저 리그 데뷔를 이루어 투수 라파엘 몬테로에 1루타를 쳐 자신의 첫 메이저 리그 안타를 수집하였다. 그는 또한 그날 밤 자신의 첫 메이저 리그 홈런인 투수 카를로스 토레스를 상대로 2점 홈런을 치기도 하였다. 내셔널스가 베테랑 네이트 쉬어홀츠의 계약을 선발한 후, 8월 23일 테일러는 AAA 시러큐스 치프스로 돌아가는 데 선택되었다. 그는 9월 명단이 확장된 후 다시 소환되었고, 조던 짐머맨이 내셔널스 역사상 첫 무안타를 완료한 후 2014년 정규 시즌의 최종 경기에서 9월 28일 중견수에 있었다.
2014년 말기에 MLB 파이프라인에 의하여 테일러는 내셔널스의 전망 선수들 중에 3위, 베이스볼 아메리카에 의하여 2위에 들어왔다.

#### 2015년
데너드 스팬이 장애자 명단에 놓인 동안 테일러는 내셔널스의 출발 중견수로서 2015년 시즌을 열었다. .279의 타구 평균을 나타내며 시즌을 잘 시작함에 불구하고, 그는 스팬을 위하여 활동 명단에 공간을 이루는 데 클래스 AAA 시러큐스 치프스로 선택되었다. 리드 존슨이 장애자 명단에 놓일 때 4월 29일 소환되었다. 5월 13일 애리조나 다이아몬드백스를 상대로 경기가 열리는 동안 7번째 이닝에서 우익수 브라이스 하퍼가 퇴거된 후, 테일러는 하퍼를 대신하였다. 9번째 이닝에서 사진의 첫 타석에서 그는 자신 경력에서 처음으로 만루와 함께 올라와 진취적인 그랜드 슬램을 쳐 효과적으로 내셔널스를 위하여 경기를 결말 지었다.
8월 20일 테일러는 2015년 메이저 리그 베이스볼 시즌의 2번째로 가장 긴 홈런을 쳐 쿠어스 필드에서 콜로라도 로키스의 출발 선수 요한 플란데로부터 투구를 493 피트의 위치로 쇄도하였다. 테일러는 멜빈 업턴 주니어의 타구를 물리치는 라인을 협살하는 시도에 벽으로 부딪친 후 8월 27일 오른쪽 무릎 부상을 당하였으나 9월 4일 애틀랜타 브레이브스를 상대로 10번째 이닝에서 대타자 출연을 이루는 데 충분히 건강했다. 그는 브레이브스에 끝내기 승리를 위하여 3점 홈런을 쳤다.
9월 8일 테일러는 중견수 요에니스 세스페데스에 의하여 만루 1루타가 얻어진 후 메츠의 투수 맷 하비에 "리틀 리그 그랜드 슬램"을 쳤다. 그는 플레이에 실책이 세스페데스에 일으켜지면서 펜스를 넘지 않은 홈런과 함께 명예가 주어지지 않았다. 테일러 자신은 9월 25일 경기에서 필라델피아 필리스의 신인 선수 에런 올터에 의하여 쳐진 공을 놓치면서 겨유 몇주 후에 비슷한 플레이에 펜스를 넘지 않은 그랜드 슬램을 허용하여 본루들을 처분하여 올터에게 그의 소유 안타를 득점하는 데 허용하였다. 플레이는 올터를 위한 홈런을 득점하였다.
테일러는 138개의 경기에14개의 홈런, 16개의 도루와 472개의 타석에서 .640 OPS 퍼센티지와 함께 .299/.282/.358 점을 타구하여 2015년 시즌을 끝냈다.

#### 2016년
테일러는 내셔널스의 4번째 외야수로서 2016년 시즌을 열었으나 출발 중견수 벤 르비어에게 생긴 오프닝 데이의 부상은 빠르게 그를 정렬에서 일상 장소로 밀어냈다.
6월 22일 테일러는 가능하게 "야구 역사상 최악의 경기"로 묘사한 뉴잉글랜드 스포츠 네트워크를 위한 저자를 가졌다. 그는 로스앤젤레스 다저스를 상대로 5개의 스윙 스트라이크아웃을 가졌고, 9번째 이닝의 말기에서 야시엘 푸이그에 의한 기계적인 땅볼에 돌격하는 동안 자신이 자신의 글로브를 그라운드로 얻는 데 실패할 때 수비 실책은 내셔널스에 경기의 비용을 들였다. 내셔널스는 하나의 득점 2 대 3에 의하여 올라와 있었고, 실책은 다저스의 끝내기 승리를 위하여 득점한 당시 다저스를 위해 1루에 놓인 테일러의 훗날 내셔널스 동료 선수 하위 켄드릭과 푸이그 둘다에 결과를 가져왔다.
7월 4일 테일러는 최종회 조너선 파펠본의 현역 복귀를 위하여 공간을 이루는 데 시러큐스 치프스로 선택되었으나 그는 1루수 라이언 짐머맨이 7월 8일 장애자 명단에 놓인 후, 겨우 하나의 경기 후에 소환되었다. 테일러의 메이저 리그 복귀는 짧았지만 7월 24일 샌디에이고 파드리스를 상대로 패배에서 2개의 스트라이크아웃과 함께 0 루 4 타로 간 후 시러큐스로 도로 선택되었다.
치프스와 함께 1달 약간 후에 테일러는 메이저 리그 팀으로 돌아와 8월 29일 소환되면서 31개 이상의 경기에 부족한 .205 타구 평균을 게시하였다. 그는 무력한 르비어를 위하여 신인 선수 트리아 터너가 중견수를 차지하면서 다시 한번 벤치 역할로 격하되었다. 그는 76개의 메이저 리그 경기에서 .654 OPS 퍼센티지, 7개의 홈런과 221개의 타석에서 16개의 도루와 함께 .231/.278/.376 점을 타구하여 시즌을 끝냈고, 그해 내셔널 리그 디비전 시리즈에서 내셔널스의 플레이오프 명단으로 지정된 선수들 중에 있었으며 양쪽의 출연들에 2개의 타석과 스트라이크아웃을 받았다.

#### 2017년
2016년 시즌을 아주 실망적으로 묘사한 테일러는 애덤 이턴이 중견수를 차지하고, 트리아 터너가 유격수 포지션으로 옮기면서 2017년 시즌에 자신을 내셔널스의 백업 외야수의 친밀한 역할에서 자신을 찾아냈다. 하지만 3번째 연속 시즌을 위하여 테일러는 4월 후순에 본루들을 달리는 동안 이턴이 그의 무릎에 인대가 찢어지면서 그해 일찍이 추정에 의한 출발 선수가 부상을 당한 후 일상의 중견수 역할에서 자신을 찾아냈다. 정규적인 활약 시간이 주어진 테일러는 이턴의 시즌을 끝내는 부상에 대비하여 제한된 출연들에서 .200 점 아래 공중을 떠돌은 타구 평균을 소생 시켜 상류의 평균 파워를 논증하는 동안 5월과 6월 .290 점을 안타하였다.
테일러는 기울어진 긴장과 함께 7월 7일 자신의 경력에서 처음으로 메이저 리그 장애자 명단에 상륙하였다. 테일러의 결석에서 내셔널스의 정규적 중견수로서 신인 선수 브라이언 구드윈이 차지하면서 그는 장애자 명단에 한달 넘게 보냈다. 마이너 리그 포토맥 내셔널스와 해리스버그 세너터스와 복귀 지정들 후에 8월 13일 테일러의 팀으로 복귀에 그는 출발 정렬에서 자신의 자리를 교정하였다.
2017년 9월 8일 메츠를 상대로 자신의 "리틀 리그 그랜드 슬램" 후에 날로 2년 만에 테일러는 외야수 앞에 떨어진 오두벨 에레라가 꾀어 들이지 못한 필라델피아 필리스의 투수 제이크 톰슨에 중견으로 만루로 몰고 나가는 안타를 쳤다. 테일러는 2015년 9월 25일 메이저 리그 베이스볼에서 에런 올터 이래 처음으로 펜스를 넘지 않은 그랜드 슬램을 득점한 플레이어 본루들을 선회하였다. 같은 경기에서 테일러는 2번이나 2루타와 3루타를 매기기도 하여 5개의 득점의 총개에서 몰고 나가 11 대 10의 결국적인 승리에서 내셔널스의 지도를 보존하는 데 홈구장에서 외야수 보조를 기록하였다. 테일러는 399개의 타석에서 19개의 홈런, 53개의 타점과 17개의 도루와 함께 .271/.320/.486 점을 타구하여 정규 시즌을 끝냈다.
시카고 컵스를 상대로 그해 내셔널 리그 디비전 시리즈의 4번째 경기에서 테일러는 5 대 0으로 앞서는 내셔널스를 놓는 데 그랜드 슬램을 치고 배제를 피하였다. 그 일은 내셔널스의 포스트시즌 역사상 첫 그랜드 슬램이었다. 테일러는 내셔널스가 최후적으로 9 대 8로 패한 5번째 경기의 2번째 이닝에 진취적 3점 홈런을 쳤다.

#### 2018년
2018년 테일러는 시즌을 시작하는 데 본루에서 분투하여 4월 .223 점과 5월 .183 점을 타구하였으나 6월 자신의 보조를 치면서 .444 점을 타구하였다. 그는 또한 6월 21일 만큼 늦으면서 도루에서 메이저 리그를 이끌기도 하였다. 하지만 애덤 이턴의 복귀와 후안 소토의 강한 상연의 이유로 테일러는 중요한 활약 시간을 놓쳤고, 그를 4번째 외야수 지위로 좌천시켰다. 테일러는 시즌의 후반에 제한된 활약 시간과 함께 또다시 본루에서 분투하여 363개의 타석에서 6개의 홈런, 28개의 타점과 24개의 도루와 함께 .227/.287/.357 점을 타구하여 그해를 끝냈다.
2018년 ~ 19년 오프 시즌에 테일러는 자신의 스탠스를 바꾸는 데 내셔널스의 타구 코치 케빈 롱과 일하였고, 도미니카 공화국 겨울 리그에서 자신의 새로운 스윙를 연습하였다. 내셔널스 총지배인 마이크 리조는 그해 12월 자신은 테일러가 만약 더 많은 계약을 이룰 수 있다면 그가 5개의 수단 선수가 될 수 있다는 것을 믿는다고 말하였다.

#### 2019년
2019년 테일러는 하나의 홈런과 3개의 타점과 함께 .250/.305/.364 점을 타구하였다. 2019년 월드 시리즈의 2번째 경기에서 테일러는 9번째 이닝의 정상에서 솔로 홈런을 쳐 자신들의 처음이자 마지막 월드 시리즈 타석에서 홈런을 치는 데 39번째 선수가 되었다. 홈런과 함께 내셔널스는 한 경기의 7번째, 8번째와 9번째 이닝에서 홈런을 가지는 데 월드 시리즈 역사상 첫 팀이 되었다.

#### 2020년
2020년 단축시즌에 38경기에서 타율 0.196/.253/.424에 홈런 5개, 16타점을 기록한 뒤 내셔널스로부터 방출을 당했다. 내셔널스는 2020년 10월 15일, 그가 마이너 리그에 이관되는 것을 수락하기 보다는 FA가 되는 것을 선택했다고 발표했다.

### 캔자스시티 로열스

#### 2021년
2020년 11월 30일에 1년 175만 달러에 캔자스시티 로열스와 계약을 체결하였다. 2021년 시즌이 개막한 후 팀의 주전 중견수로 142경기에 출전하여 0.244의 타율과 12홈런 54타점을 기록하였다. 또한 수비적으로도 11개의 보살, 0.992의 수비율을 기록하는 등 뛰어난 활약을 하였고, 그 결과 커리어 첫 아메리칸 리그 골드글러브를 수상하였다. 그리고 시즌 종료 후에 소속팀인 캔자스시티 로열스와 2년 900만 달러의 연장 계약을 체결하였다.

#### 2022년
2022년 시즌에는 124경기에 출전하여 0.254의 타율과 9홈런, 43타점을 기록하였다.

### 미네소타 트윈스 시절

#### 2023년
2023년 1월 23일에 에반 시스크와 스티븐 크루즈를 상대로 미네소타 트윈스로 트레이드 되었다.

## 수상 경력
- 내셔널 리그 골드글러브 외야수 부문 1회 (2021년)